# 米爾迪拉
米爾迪拉（/mɪlˈdjʊərə/，mill-DEW-rə）乃位於澳大利亚維多利亞州西北部邊界的一座內陸農業小鎮，人口48,000（2007年）。

## 人文
2006年人口普查時，米爾迪拉有82.8%的鎮民生於澳大利亞，而誕生於海外的有英格蘭的1.5%、義大利1.4%、土耳其1.4%、紐西蘭1.1%，以及希臘的0.5%。以英文為唯一語言的家庭佔86.2%

## 友好城市
- 美国阿普兰[5]
- 日本熊取町[5]
- 中国大理白族自治州[5]